# Guggenbacher Maschinenpapier-Fabrik Adolf Ruhmann
Die Guggenbacher Maschinenpapier-Fabrik Adolf Ruhmann war ein in der Papierproduktion tätiges österreichisches Unternehmen im Besitz und unter der Leitung der Großindustriellen-Familie Ruhmann.

## Überblick
Namensgebend für das im Jahre 1853 von Adolf Ruhmann gegründete Unternehmen war die Papierfabrik in Guggenbach in der Steiermark. Das Unternehmen zählte zuletzt insgesamt zwölf Betriebe, beschäftigte rund 1600 Mitarbeiter und es wurden rund 60 % des für die in Österreich gedruckten Zeitungen und Zeitschriften benötigten Papiers erzeugt. Die Firmenzentrale war am Papierhandelsplatz in Wien XX angesiedelt, die technische Leitung erfolgte von Gugging aus. Im Jahr 1938 wurde das Unternehmen im Rahmen der „Arisierung“ unter Druck verkauft.

## Geschichte
Die Ursprünge des Familienunternehmens gehen auf Adolf Ruhmann zurück, der einen Hadern-Groß- und -Detailhandel für die damaligen Papiererzeugungs-Manufakturen eröffnete und unter anderem die Papiermanufaktur Guggenbach belieferte. 1853 gründete er in Guggenbach seine erste Papierfirma unter dem Namen „Adolf Ruhmann – Papierfabrik“. 1876 kaufte er die insolvent gewordene größere Maschinenpapierfabrik von Leopold Sommer dazu. Mit diesen Fabriken setzte er seine Vision, Papier nur aus Holz und ohne Hadern herzustellen, erfolgreich um. Er erwarb dazu die Exklusivrechte für ein diesbezügliches Patent vom Erfinder Friedrich Gottlieb Keller für Österreich-Ungarn und setzte die Erfindung erfolgreich um. Die Firma errang mit dem neuartigen kostengünstigen Papier viel Anerkennung und zahlreiche Auszeichnungen, wie 1879 bei der Weltausstellung in Sydney oder 1880 bei Gewerbeausstellungen in Wien und Graz. Bis ins Jahr 1904 leitete der Firmengründer Adolf Ruhmann das Unternehmen selbst.
Zwei seiner Söhne, Moritz (1858–1936) und Otto Ruhmann (1866–1938), traten nach 1880 in die väterliche Papierfirma ein und trieben die Firmenerweiterung voran. Man kaufte weitere Holzschleifen und Papierwerke in der Obersteiermark in St. Michael, Liesingtal, Madstein und Waldstein. Dann kamen in der Mittelsteiermark Sukdull und 1897 die Trattenmühle bei Wildon dazu. In Wildon wurde das repräsentative Herrenhaus regelmäßig als Feriendomizil von der Familie Moritz Ruhmanns genutzt. 1903 erfolgte der Erwerb der Zellulosefabrik in Krems bei Voitsberg. Der Firmenbestand wuchs so auf insgesamt zwölf Unternehmensteile in der Steiermark wie Papierfabriken (Guggenbach, Wildon), Holzschleifen (Guggenbach, Peggau, Waldstein, St. Michael, Liesingtal, Madstein, Sukdull, Wildon), eine Zellulosefabrik (Krems), Schloss Kleintal und eine Zentrale in Wien-Brigittenau.
Über die Zeit von 1914 bis 1919 gibt es wenige Firmeninformationen. Die firmeneigenen Ökonomien in Guggenbach und Wildon werden als für die Ernährung der Mitarbeiterschaft wie der Familie Ruhmann öfters als besonders wichtig erwähnt. Im Jahr 1928 wurden 60 % der österreichischen Zeitungen auf Ruhmann-Papier gedruckt. Im selben Jahr erfolgte die Verleihung des Großen Ehrenzeichens für Verdienste um die Republik Österreich, das durch den Bundespräsidenten Hainisch an Moritz Ruhmann überreicht wurde. Bis zur großen Weltwirtschaftskrise im Herbst 1929 lief das Geschäft zufriedenstellend; ab 1932 kam das Unternehmen als Folge der Weltwirtschaftskrise und der politischen Situation wirtschaftliche Schwierigkeiten.

### Ende
Ab der Wirtschaftskrisenzeit und der bald folgenden Tausend-Mark-Sperre wurde das Umsatz- und Gewinnbild stark beeinträchtigt, und es mussten von der Firma größere Kredite aufgenommen werden. Der Patriarch Moritz Ruhmann schied 1936 aus dem Unternehmen aus und verstarb, der zweite Seniorchef, Otto Ruhmann, verschied Anfang 1938. Die drei Ruhmann-Brüder Franz, Alfred und Karl führten nun das Familienunternehmen, dessen Wert 1937 auf rund 30 Mio. Schilling beziffert wurde.
Nach dem Anschluss Österreichs an das Deutsche Reich im März 1938 unterstellte man den Ruhmann-Brüdern „Nicht-Arier“ zu sein. Unter dem Eindruck der „Arisierung“ wurde die Familie Ruhmann zum Verkauf des kompletten Unternehmens gezwungen. Als Käufer fungierte am 28. Juni 1938 Adolf Sandner.
Nach dem Ende der NS-Herrschaft verhinderte die Bundespolitik die geregelte Rückgabe der Firma an die rechtmäßigen Eigentümer und versuchte stattdessen deren Nutzung zu einem äußerst günstigen Pachtzins als Gegenleistung für eine Parteispende. Der ÖVP-Minister Peter Krauland musste letztlich zurücktreten und sich vor Gericht verantworten, als dieser Teil des sogenannten Krauland-Skandals öffentlich wurde.